# Gorm den gamle

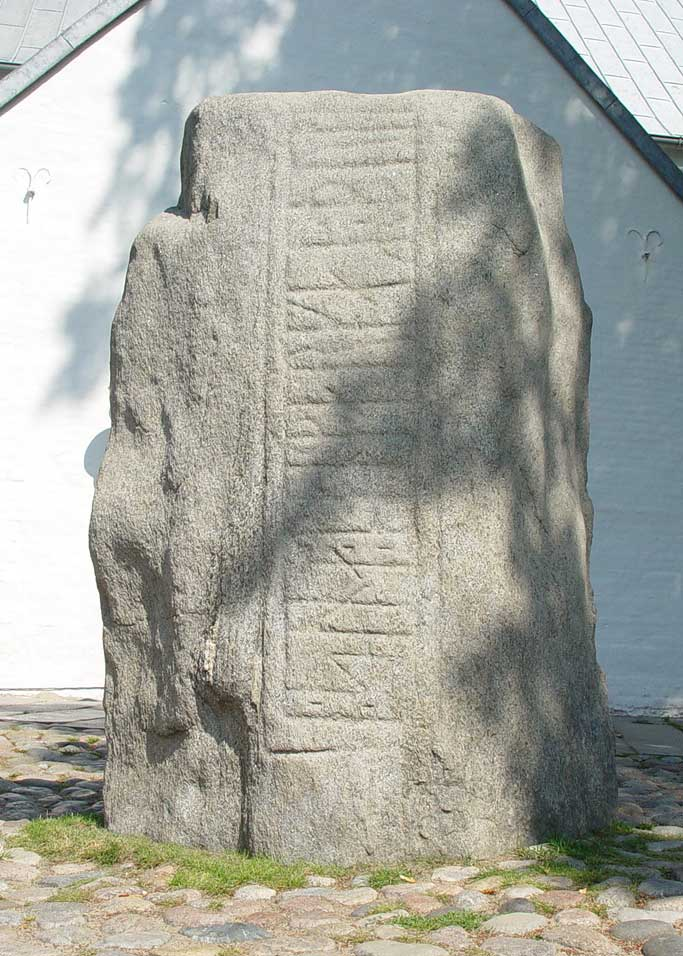
Lilla Jellingestenen, framsida.

Gorm den gamle (även Vurm), av Snorre Sturlasson kallad Gorm Hardeknutsson, var kung av Danmark under första hälften av 900-talet och far till Harald Blåtand. 
Gorm är den äldste kände danske kungen med obruten historicitet utan avbrott bland dennes efterträdare.

## Biografi
Under 950-talet tvingades Gorm bli vasall åt den tyske kungen (och sedermera tysk-romerske kejsaren) Otto I, sannolikt efter räder av sonen Harald söderut som mötte övermakt.
Gorm dog troligen år 958; ett årtal som erhållits genom en dendrodatering av bevarat trä hämtat från den norra gravhögen i Jelling, den ort där han också lät resa en runsten, den så kallade lilla Jellingestenen. Enligt denna var han gift med Tyra Danebot.

## Runstenar
Inskriften på lilla Jellingestenen är, translittererad:
”Kurm kunukr karthi kubl thussi aft Thurui kun sina Tanmarkar bot”
På nusvenska blir detta:
”Konung Gorm gjorde dessa kummel efter Tyra, sin hustru, Danmarks bot”
Barn
1. Harald Blåtand
2. Knut Gormsson (Knud Dana-Ast)
3. Gunhild Gormsdotter

Dessutom har ibland en på en runsten i Hällestad omnämnd Toke Gormsson gissats vara son till Gorm den gamle.